# Tres Amigas SuperStation
Tres Amigas SuperStation est une liaison à courant continu en tête bèche américaine en construction. Réalisée à Clovis au Nouveau-Mexique doit relier les 2 réseaux synchrones majeurs : l'Eastern Interconnection et la Western Interconnection, et un mineur américains, la Texas Interconnection, à l'aide  d'un mélange de technologie HVDC et de câble supraconducteur à haute température doit permettre à terme de transporter la puissance de 30 GW. Elle doit permettre d'améliorer la fiabilité du réseau électrique américain et de permettre l'intégration de plus d'énergie renouvelable dans le mix énergétique.
En 2014, la direction du projet cherche à conclure la levée des fonds nécessaires à la construction.

## Histoire

Les différents réseaux synchrones américains.

Le projet est imaginé en 2009. En 2011, Alstom Grid remporte l'appel d'offre portant sur un poste tête bêche VSC d'une puissance de 750 MW à 345 kV pour une somme de 150 millions de dollars. Il doit interconnecter les réseaux de PNM et Xcel Energy en 2014,.
La construction devait débutée en été 2012.
La société gérant le projet siège à Albuquerque.
Le coût du poste est estimé de 1 à 2 milliards de dollars. Dans le détail, l'interconnexion Est-Ouest de la première phase couterait 400 millions de dollars, les trois phases ensemble 1,2 milliard de dollars.

## Emplacement
Le poste doit être situé sur un terrain de 22 km2 proche de Clovis, qui a été concédé pour une durée de 99 ans.

## Données techniques
Les postes têtes bêches doivent être relié entre eux en tension continue au moyen de câbles supraconducteurs à haute température fournis par American Superconductor.